# Caça (aeronave)

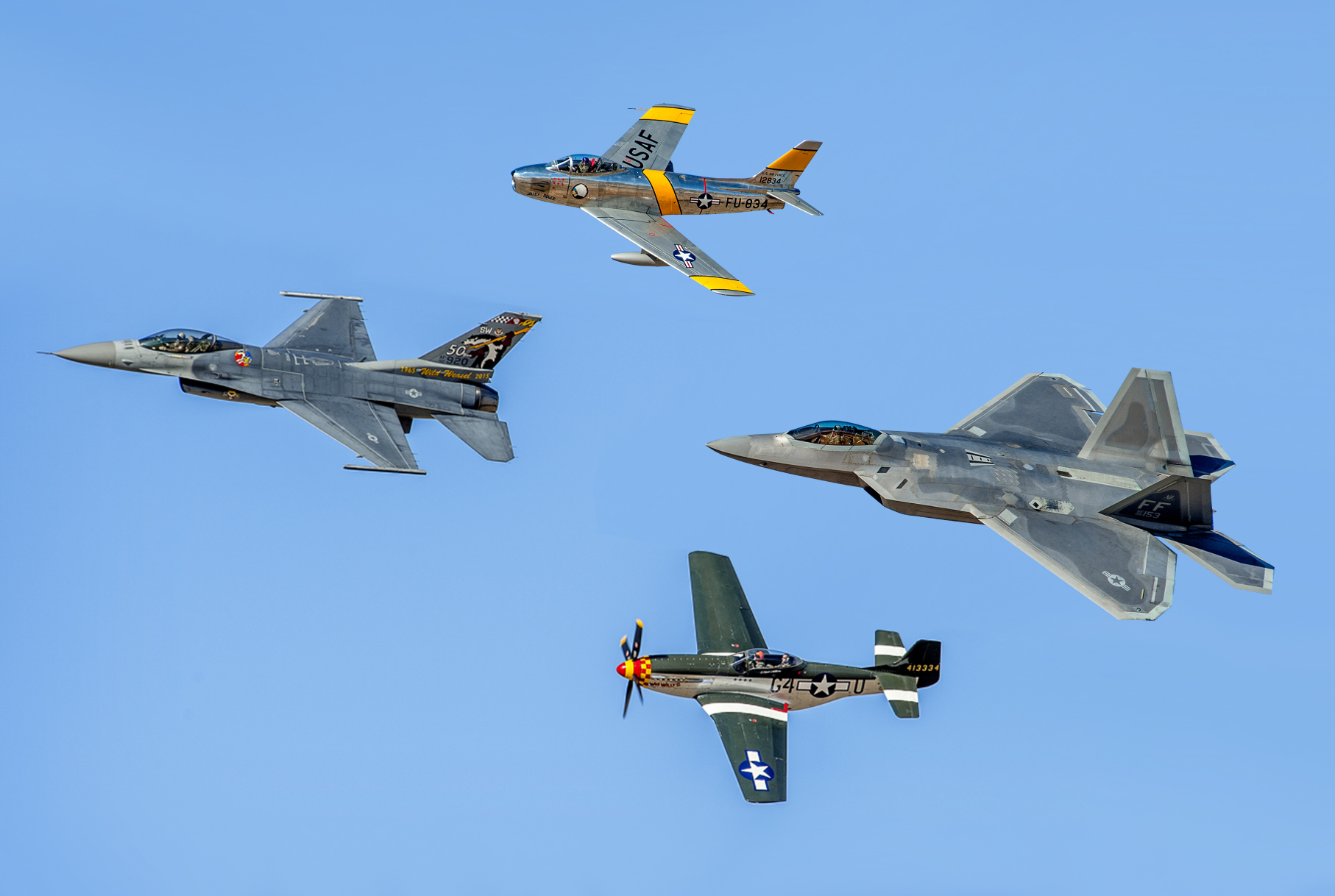
Um F-16, um F-86, um P-51 e um F-22 voando em formação durante uma apresentação

Caça é um tipo de avião militar concebido para combate aéreo (com outros aviões), em oposição ao bombardeiro, desenhado para atacar alvos terrestres através de bombas.

## Características
Os caças são relativamente pequenos, rápidos e muito ágeis, e foram equipados com sistemas de armamento e perseguição cada vez mais sofisticados para interceptar e atacar outros aviões, geralmente caças são supersónicos.

## Histórico
No início, ainda antes da Segunda Guerra Mundial, existiam apenas dois tipos de caças: pequenos, aviões de motor único eram utilizados como interceptadores e caças diurnos, por vezes designados de perseguidores (caçadores); e outros de motor dual, de maior dimensão, utilizados como caças pesados. Os do segundo tipo, provaram ser pouco práticos ou talvez não tenham sido uma vertente muito explorada para que se tornassem úteis. Foram-se convertendo, assim, por uma lista crescente de papéis secundários, incluindo caças furtivos, de intervenção, bombardeiros e caças noturnos, onde os dois motores conseguiam suportar a carga necessária para a desempenho destes papéis. 
Hoje em dia os caças mais modernos do mundo em relação a armamento são: PAK-TA Sukhoi T-50 e o F-22, o primeiro desenvolvido pela Sukhoi para Força Aérea Russa; e o segundo financiado pela USAF, construído e desenvolvido pelas empresas americanas Boeing e Lockheed Martin.

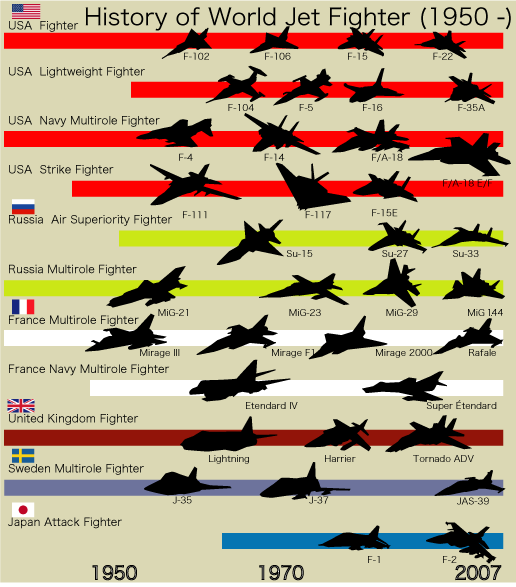
Desenvolvimento do caça desde a década de 1950.

## Caças a jato

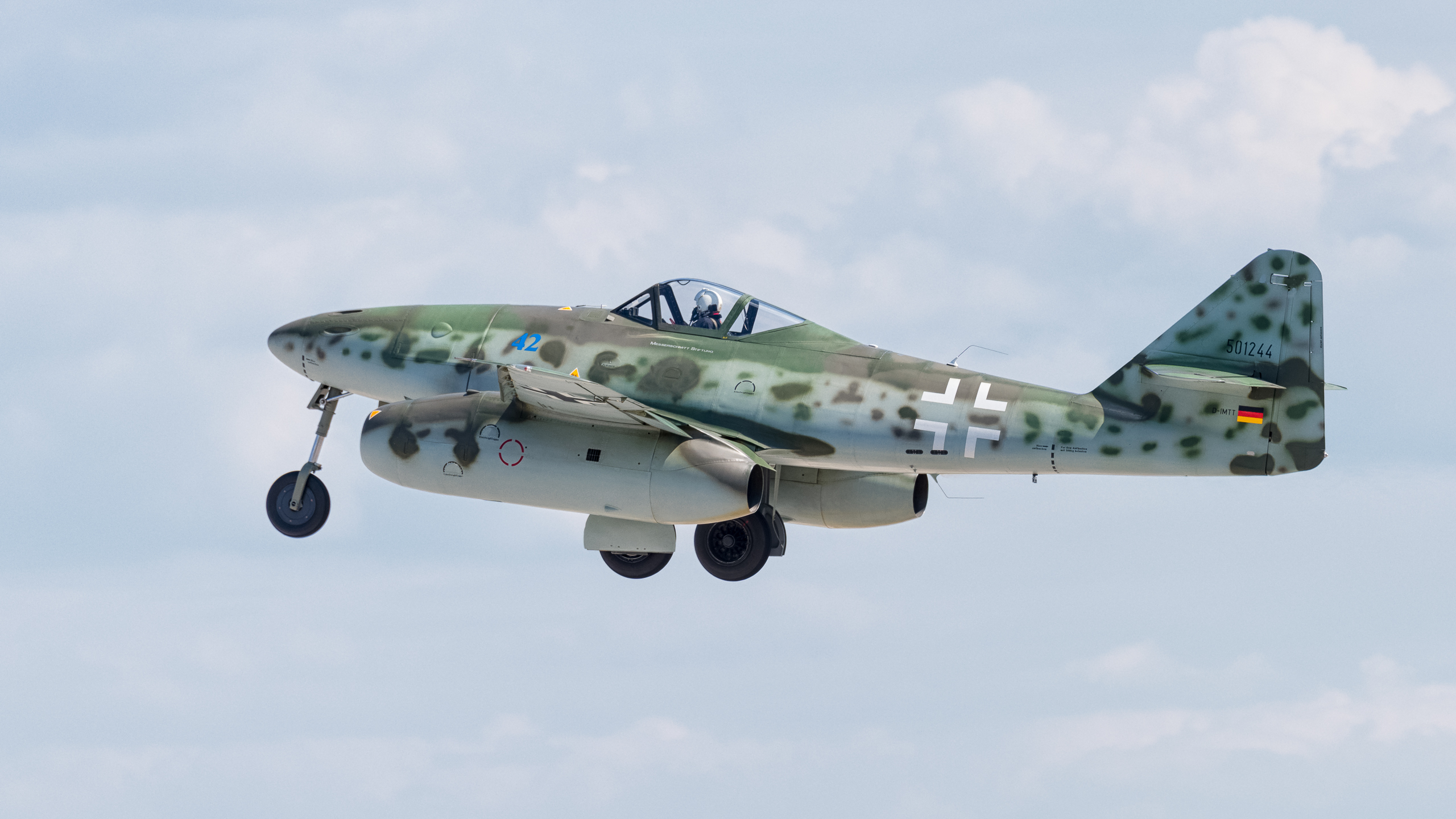
O Messerschmitt Me 262 foi um dos mais rápidos aviões da Segunda Guerra.

Tornou-se comum na comunidade da aviação classificar os caças a jato por "gerações" para fins históricos. Não existem definições oficiais dessas gerações; em vez disso, eles representam a noção de estágios no desenvolvimento de abordagens de design de caças, capacidades de desempenho e evolução tecnológica. Diferentes autores agruparam caças a jato em diferentes gerações. Por exemplo, Richard P. Hallion do Secretário do Grupo de Ação da Força Aérea classificou o F-16 como um caça a jato de sexta geração.
Os prazos associados a cada geração permanecem inexatos e são apenas indicativos do período durante o qual suas filosofias de design e emprego de tecnologia tiveram uma influência predominante no design e desenvolvimento de caças. Esses prazos também abrangem o período de pico de entrada em serviço para essas aeronaves.